# Coniothyrium populinum
Coniothyrium populinum är en svampart som beskrevs av Schulzer & Sacc. 1884. Coniothyrium populinum ingår i släktet Coniothyrium och familjen Leptosphaeriaceae.   Inga underarter finns listade i Catalogue of Life.